# إلفين علييف (لاعب كرة قدم)
إلفين علييف هو لاعب كرة قدم بيلاروسي في مركز الهجوم، ولد في 26 يونيو 2000 في Muraŭi ‏ في بيلاروس. لعب مع نادي نافتان نوفوبولوتسك.

## وصلات خارجية
- إلفين علييف (لاعب كرة قدم) على موقع قاعدة بيانات كرة القدم.إي يو (الإنجليزية)
- إلفين علييف (لاعب كرة قدم) على موقع Soccerway.com (الإنجليزية)